# Шэн Юэ
Шэн Юэ (кит. упр. 盛岳, пиньинь Shèng Yuè; 27 августа 1907 — 29 марта 2007) — китайский революционер, дипломат, ученый, член группы 28 большевиков, один из первых лидеров Коммунистической партии Китая. Министр иностранных дел националистического правительства Шэна, посол Китайской Республики (Тайвань) в Уругвае (1960—1964) и Ираке. Выпускник Коммунистического университета трудящихся Китая. Настоящее имя Шэн Чжунлян (кит. упр. 盛忠亮, пиньинь Shèng Zhōngliàng).

## Биография
Шэн Чжунлян родился 27 августа 1907 года в уезде Шимэнь провинции Хунань. В 1922 году окончил среднюю школу уезда Шимэнь. В 1923 году был принят в Пекинский национальный юридический университет. В годы учебы в университете вступил в ряды Коммунистической партии Китая.
Служил в секретариате отделения коммунистической партии. Разыскиваемый Бэйянским правительством, в 1926 году был послан Бэйпинским комитетом КПК в  на учебу в коммунистический университет имени Сунь Ятсена в Москве. В 1926—1930 годах учился в Университете трудящихся Китая (УТК) имени Сунь Ятсена. В Москве жил под псевдонимом Мицкевич. В Москве женился.
После возвращения в Китай, Шэн Юэ был членом подпольного Бюро ЦК КПК в Шанхае. После ареста в августе 1934 года в Шанхае Ли Чжушэна (первого секретаря Центрального бюро ЦК КПК), Шэн Чжунлян занял пост заместителя секретаря Центрального бюро партии. В августе 1934 года Шэн Юэ перешел сторону гоминьдановцев. Работал в министерстве иностранных дел гоминьдановского правительства Китайской Республики, послом Республики Китай в Уругвае (1960—1964) и Ираке. В 1964 году его семья переехала в Соединенные Штаты.
Спустя несколько лет после возвращения в Китай был арестован. 29 марта 2007 года Шэн Чжунлян умер в возрасте 100 лет.
В 1971 году в США была издана книга его воспоминаний (Sheng Zhongliang. Moscow Sun Yat-sen University and Chinese Revolution).

## Сочинения
- Шэн Юэ. Университет имени Сунь Ятсена в Москве и китайская революция. Воспоминания. — М.: ИВ РАН: Крафт +, 2009, 320 с., ил. — ISBN 978-5-89282-349-4 (ИВ РАН). — ISBN 978-5-93675-156-1 Крафт +.